# Yu Yu Hakusho: Spirit Detective
Yu Yu Hakusho: Spirit Detective è un videogioco per Game Boy Advance basato sulla serie manga ed anime Yu degli spettri di Yoshihiro Togashi. Si tratta di un videogioco d'azione che segue le vicende del primo blocco di episodi dell'anime. Il giocatore ha la possibilità di scegliere uno fra i sei personaggi principali della serie e deve portare a compimento una serie di obiettivi, che vanno dal raccogliere oggetti allo sconfiggere nemici.